# Wemb
Wemb is een dorp (stadsdeel) in de Duitse gemeente Weeze. Het dorp telt ongeveer 1.000 inwoners. Wemb ligt vlak bij de grens met Nederland. Het dorp kenmerk zich door uitgestrekte velden en weilanden. Het karakter van het dorp wordt nog steeds bepaald door de landbouw. Men zou wel kunnen spreken van een landelijke idylle in Wemb. De buurtschap Hees-Baal wordt wel tot Wemb gerekend.

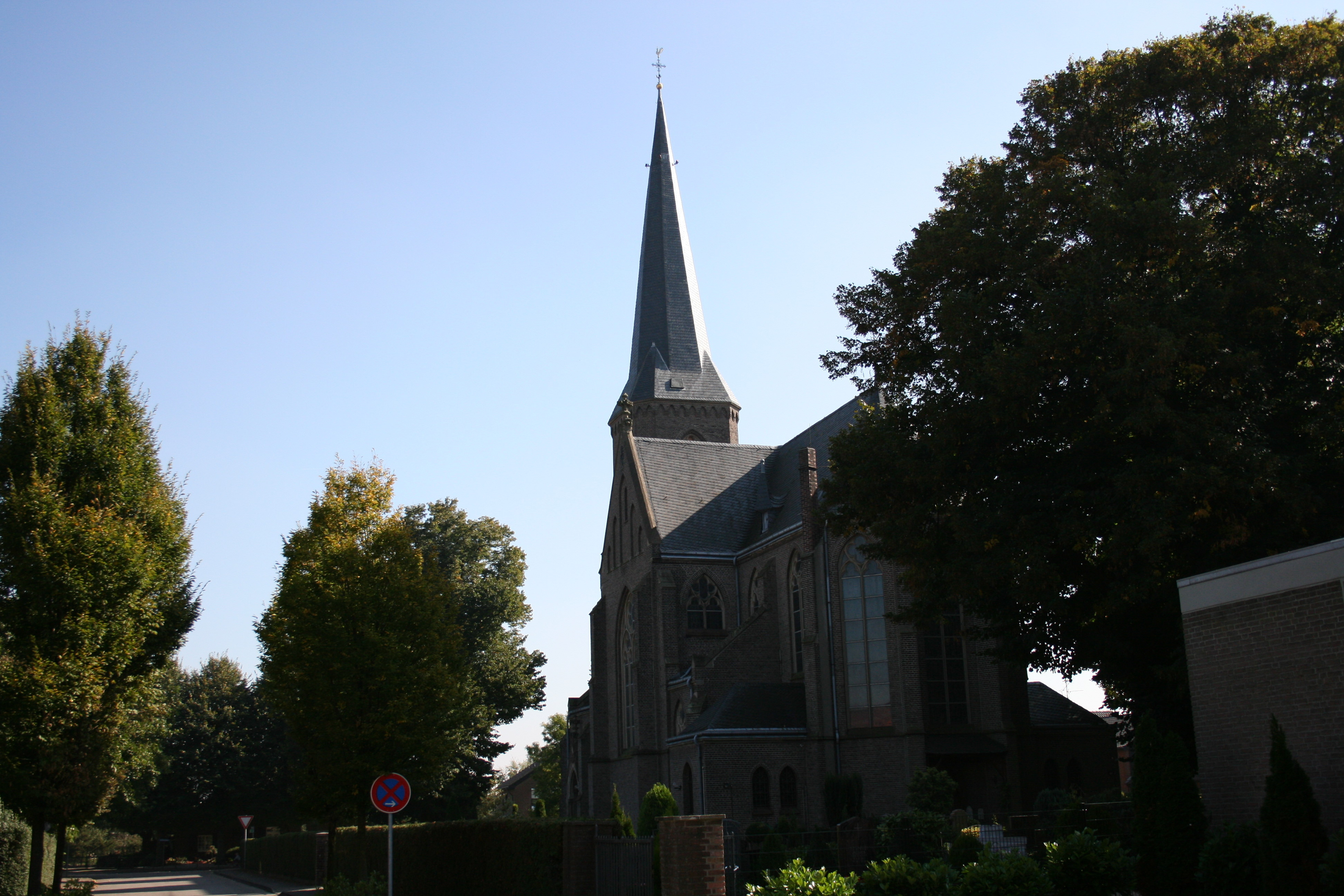
Heilig-Kreuz-Kirche in Wemb

Kern- en middelpunt van het rustige stadsdeel Wemb is de tussen 1889 en 1893 gebouwde driescheepse parochiekerk “Heilig Kreuz”, een kunstzinnig bakstenen gebouw. Hier zijn waardevolle kunstobjecten te vinden die afkomstig zijn uit het oude Weezer klooster “Marienwater”, dat in 1802 geseculariseerd werd door de Fransen. De kerk maakt deel uit van de parochie "Katholische Pfarrgemeinde St. Cyriakus" uit Weeze.
Verleden en heden zijn in Wemb overal zichtbaar. Het nieuwe clubhuis op het gemeentelijke sportcomplex staat in de schaduw van de windmolen uit de eerste helft van de 19e eeuw. 
Het verenigingsleven speelt in Wemb een belangrijke rol. De “Gesellige Vereine Wemb” organiseren meerdere evenementen, zoals bijvoorbeeld de jaarlijkse kermis. De evenementen zijn zo veelzijdig dat er een nieuw “Bürgerhaus”, een evenementengebouw, gebouwd moest worden. De bouwwerkzaamheden werden in 1992 afgerond. Het “Bürgerhaus”, dat met behulp van de verenigingsleden in Wemb werd gebouwd, is tegenwoordig erg populair bij verenigingen en groepen jongeren van dichtbij en verder weg. Het dorp heeft een kleuterschool genaamd "Kieselstein".
In Wemb wordt op de feestdag van Sint-Maarten, Sacramentsdag en tijdens de kermis een optocht/processie door het dorp gehouden.

## Verenigingen
- Carnavalsvereniging: Karnevalsgemeinschaft Wemb
- Gezelligheidsvereniging: geselligen Vereine Wemb
- Muziek en theatergroep: Musikverein 1925 e.V. mit Theatergruppe
- Vrijwillige brandweer: Freiwillige Feuerwehr Weeze - Löschgruppe Wemb
- Schutterij: St. Sebastianus Bruderschaft Wemb e.V (sinds 1710)
- Schutterij: St. Sebastianus-Schützenbruderschaft 1888 Hees-Baal e.V.
- Verering Heilige Jozef: Josefsgemeinschaft Wemb-Hees-Baal (sinds 1869)
- Voetbal- en sportvereniging: Sportverein Rot-Weiß Germania Wemb 1964 e.V.[1]
- Vrouwenbond: Rheinischer LandFrauenverband e.V. Orstverband Weeze-Wemb
- Wir für Wemb e.V.

Dorpen: Weeze · Wemb

Buurtschappen: Baal · Boekhöltchen · Hees · Höst · Hüdderath · Kalbeck · Kendel · Keylaer · Knappheide · Laar · Niederhelsum · Oberhelsum · Rottum · Vornick · Vorselaer · Wissen